# Aéroport de High Level
L'aéroport de High Level est un aéroport situé en Alberta, au Canada.

## Compagnies aériennes et destinations
| Compagnies           | Destinations |
| -------------------- | ------------ |
| Central Mountain Air | Edmonton     |

Édité le 02/05/2025